# Daiana Santos
Pour les articles homonymes, voir Santos (homonymie).
Daiana Silva dos Santos ou, simplement, Daiana Santos (née en 1982) est une femme politique brésilienne membre du Parti communiste du Brésil (PCdoB). Après avoir siégé au conseil municipal de Porto Alegre, elle est élue fin 2022 députée à la Chambre fédérale des députés pour la période 2023-2027.

## Jeunesse et éducation
Santos est née dans la ville de Júlio de Castilhos, dans l'État du Rio Grande do Sul, au sud du Brésil, le 29 janvier 1982. Elle déménage à Porto Alegre, la capitale de l'État, à l'âge de 13 ans, avec sa mère, Odete, qui est employée de maison. Entre 2014 et 2018, Santos étudie pour obtenir un diplôme en santé publique à l'Université fédérale du Rio Grande do Sul (UFRGS), où elle travaille ensuite comme enseignante en santé sociale,.

## Carrière politique
En 2020, Santos est élue au conseil municipal de Porto Alegre pour le mandat 2021-2024, obtenant 3 715 voix. Elle devient la première conseillère municipale ouvertement lesbienne à être élue dans la ville. Au sein du conseil, elle crée le Fonds des femmes de Porto Alegre et en devient la coordinatrice. Il s’agit d’un projet social qui soutient les femmes vulnérables qui sont chefs de famille. Elle développe également des projets pour lutter contre le harcèlement et les violences sexuelles, soutenir l’entrepreneuriat afro-brésilien et soutenir la reconnaissance de la population LGBT+. Elle devient aussi membre et présidente du Comité de l'éducation, de la culture, des sports et de la jeunesse du conseil,.
Profitant de la visibilité qu'elle obtient en étant au conseil de Porto Alegre, Santos se présente aux élections fédérales de 2022, également pour le PCdoB, pour un siège à la Chambre fédérale des députés. Elle est élue avec 88 107 voix pour le mandat 2023-2027. À la Chambre, elle siège au Comité des sciences, de la technologie et de l'innovation et au Comité des droits de l'homme, des minorités et de l'égalité raciale,.

## Menaces
Au cours de sa carrière politique, Santos subit plusieurs menaces, principalement en raison de son homosexualité. Elle reçoit notamment des messages de haine la menaçant de viol correctif. D’autres femmes politiques lesbiennes au Brésil ont reçu des menaces similaires, suggérant une attaque coordonnée contre les lesbiennes représentant les partis de gauche. Le 29 août 2023, Santos dirige la première Journée de la visibilité lesbienne à la Chambre des députés,.